# Ministerie van Algemene Zaken

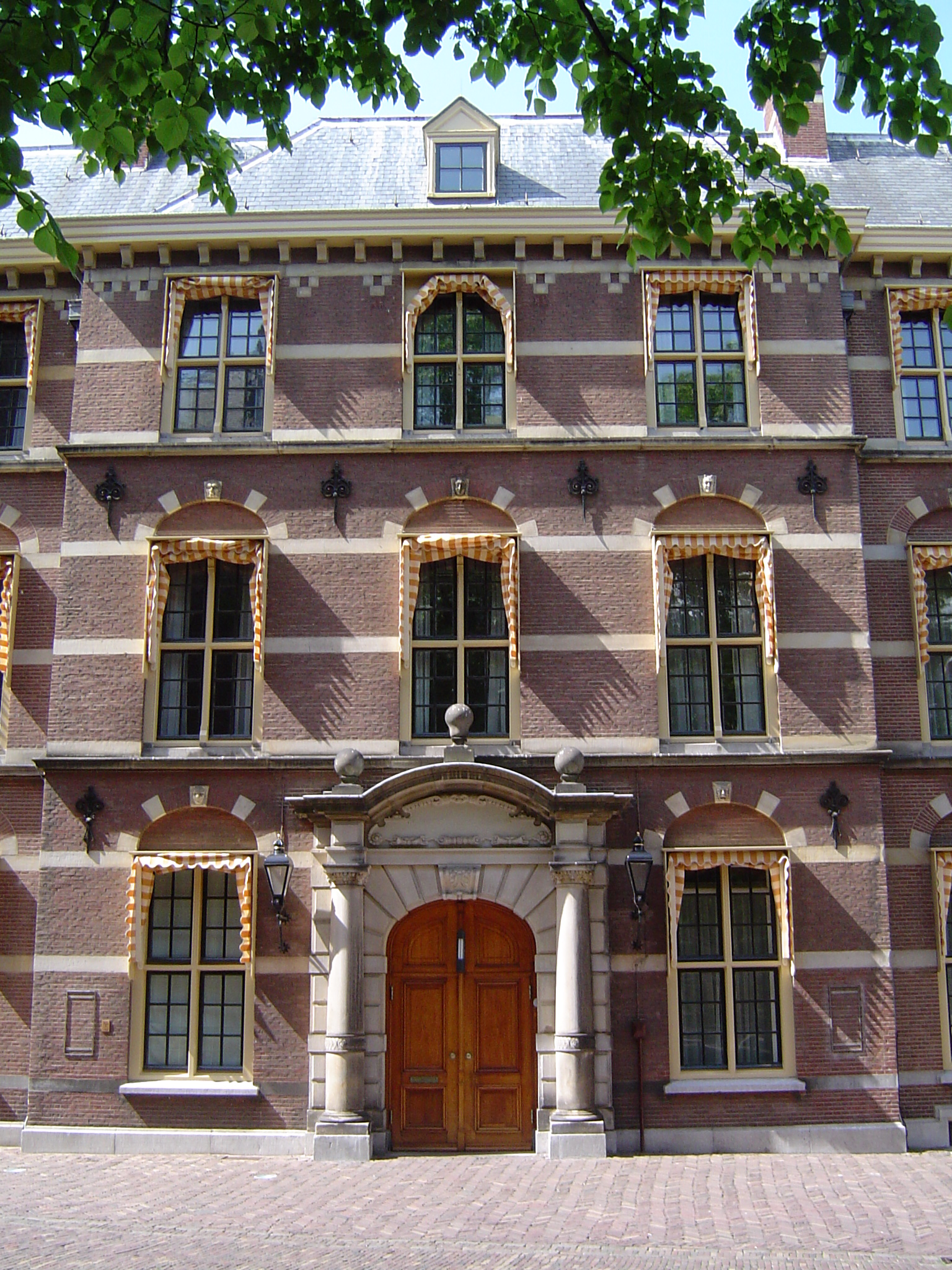
Eingang des Ministeriumsgebäudes am Binnenhof 19 in Den Haag

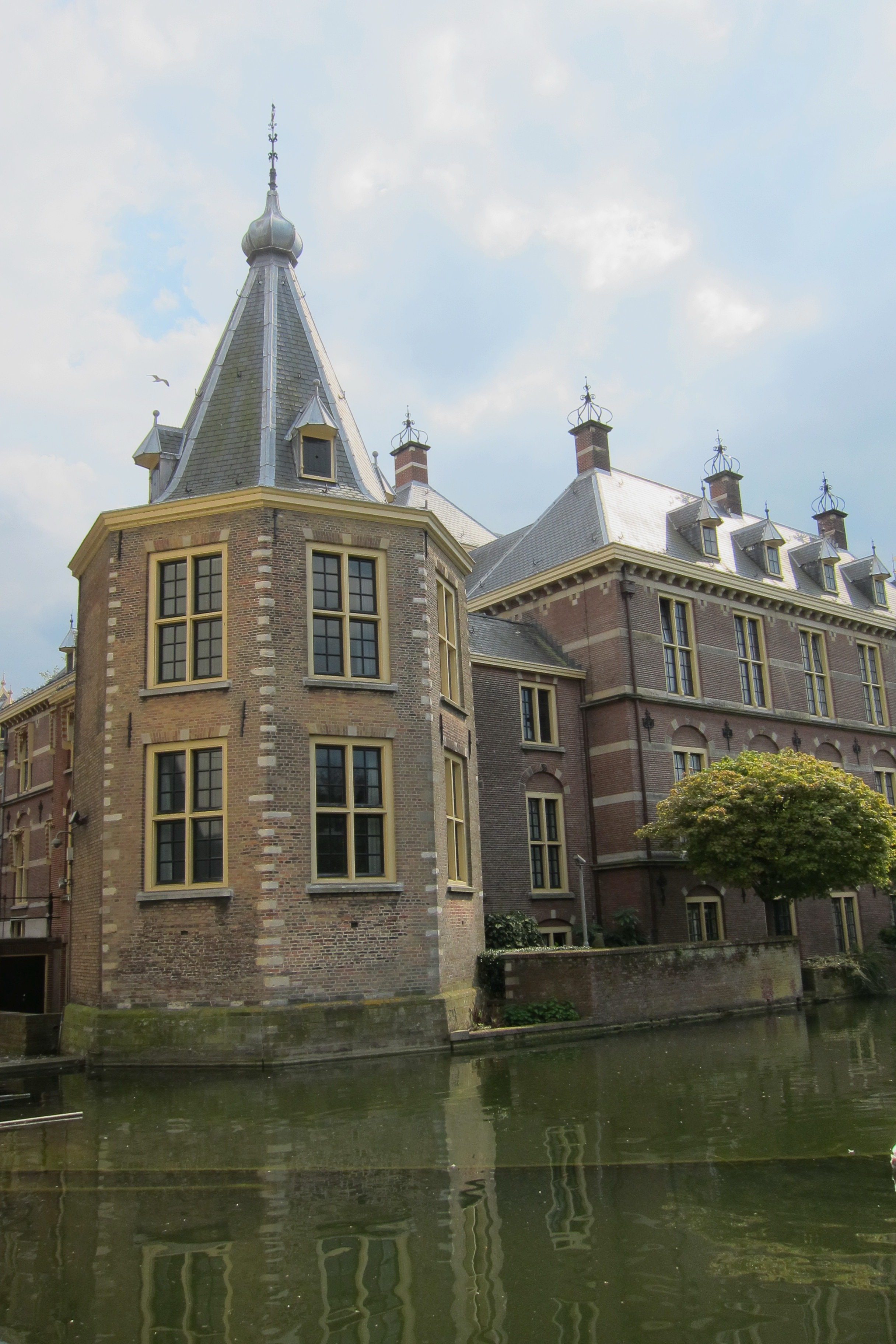
Das Torentje, das Büro des Ministerpräsidenten, am Binnenhof in Den Haag

Das Ministerie van Algemene Zaken (kurz: AZ, deutsch: Ministerium für allgemeine Angelegenheiten) ist das Ministerium des Ministerpräsidenten der Niederlande. Mit rund 400 Mitarbeitern ist es das kleinste Ministerium. Dick Schoof ist seit seinem Amtsantritt am 2. Juli 2024 Ministerpräsident und steht damit dem Ministerium für allgemeine Angelegenheiten vor. Der amtliche Leiter ist seit dem 1. September 2020 Generalsekretär Gert-Jan Buitendijk.

## Geschichte
Das Ministerium für allgemeine Angelegenheiten wurde am 3. Juli 1937 durch königlichen Erlass eingerichtet. Bis dahin leitete der Ministerpräsident zusätzlich ein Fachministerium, wie das Ministerium für Inneres. Der erste Minister für allgemeine Angelegenheiten Hendrik Colijn, der diesen Posten bei Amtsantritt des Kabinetts Colijn IV (1937–1939) erhielt, konzentrierte sich ausschließlich auf den Vorsitz des Ministerrates. Das Ministerium arbeitete eng mit dem Ministerium der Finanzen zusammen und zog deshalb in den Palast am Kneuterdijk um. 
Nach dem deutschen Einmarsch im Mai 1940 bestand das Ministerium für allgemeine Angelegenheiten in Den Haag weiter. Von Mai 1942 bis 1945 koordinierte Ministerpräsident Gerbrandy die Kriegsführung vom Ministerium für allgemeine Kriegsführung des Königreichs (AOK) in London aus.
Zwischen 1945 und 1947 existierte kein Ministerium für allgemeine Angelegenheiten. Ministerpräsident Beel löste dieses Ministerium 1946 auf und wurde Innenminister. Die Kombination erwies sich jedoch als zu schwer, sodass am 11. Oktober 1947 das Ministerium für allgemeine Angelegenheiten wiederhergestellt wurde.
Während seiner Amtszeit (1967–1971) begann Ministerpräsident de Jong mit der Einberufung einer wöchentlichen Pressekonferenz für die Parlamentspresse nach dem Ministerrat.
Das Kabinett des Ministerpräsidenten, das den Ministerpräsidenten bei der Wahrnehmung seiner Aufgaben berät und unterstützt, wurde während des Kabinetts Den Uyl (1973–1977) erweitert, da der Ministerpräsident seit 1974 am Europäischen Rat teilnahm. 1977 zog das Kabinett des Ministerpräsidenten in den Binnenhof um. 1982 zog der Ministerpräsident in das Torentje, das heutige Büro des Ministerpräsidenten, ein.

## Aufgaben und Struktur
Die Hauptaufgaben des Ministeriums sind die Unterstützung des Ministerpräsidenten bei der Koordinierung der allgemeinen Regierungspolitik sowie die Koordinierung der allgemeinen Kommunikationspolitik.
Zum Ministerium gehören unter anderem das Kabinett des Ministerpräsidenten, der Informationsdienst der Regierung (RVD), der Öffentlichkeits- und Kommunikationsdienst (DPC) sowie das Büro des Wissenschaftlichen Rates für Regierungspolitik (WRR). 
Dem Ministerium unterstellt sind der Wissenschaftliche Rat für Regierungspolitik (WRR), der Informationsrat (VoRa), der Kontrollausschuss für die Nachrichten- und Sicherheitsdienste (CTIVD) sowie der Prüfungsausschuss für den Einsatz von Befugnissen (TIB).
Das Ministerium für allgemeine Angelegenheiten ist darüber hinaus für die Verwaltung des Kabinetts des Königs verantwortlich.

## Gebäude
Das Ministerium für allgemeine Angelegenheiten ist auf mehrere Standorte im Zentrum von Den Haag verteilt. 
Am Binnenhof werden drei Gebäude vom Ministerium genutzt. Im Binnenhof 17 befindet sich das Torentje, das seit 1982 als das Büro des Ministerpräsidenten dient. Im Binnenhof 19 ist die Generaldirektion des Informationsdienstes der Regierung untergebracht. Dieses Gebäude ist auch weitgehend der Arbeitsplatz der zentralen Abteilungen des Ministeriums für allgemeine Angelegenheiten. Im zentralen Saal des Binnenhof 19 werden regelmäßig Pressekonferenzen mit dem Ministerpräsidenten abgehalten. Im Binnenhof 20 sind die Leitung des Ministeriums und das Kabinett des Ministerpräsidenten untergebracht. In diesem Gebäude befinden sich auch die Sitzungssäle des Kabinetts.
Das Catshuis ist seit 1963 die Dienstwohnung des Ministerpräsidenten. Es liegt an der Straße von Den Haag nach Scheveningen und wurde von Jacob Cats, einem niederländischen Dichter und Politiker, erbaut.
Der Vijverhof beherbergt der Öffentlichkeits- und Kommunikationsdienst und der Wissenschaftliche Rat für Regierungspolitik.